# Заблоцкий, Виталий Петрович
Виталий Петрович Заблоцкий  (Донское Донецкая область; род. 14 марта 1960) — украинский политик, народный депутат Украины 5-6 созывов.

## Биография
Виталий Заблоцкий родился 14 марта 1960 года в Донбассе. В 1973 году семья переехала в Бердянск Запорожской области, где В. П. Заблоцкий окончил школу и начал работать на Бердянском заводе стекловолокна. В 1983 году окончил исторический факультет Донецкого государственного университета и начал работать учителем истории и обществоведения СШ № 15 Бердянска. В годы учёбы занимался краеведением и археологией. С ноября 1983 по июнь 1985 года проходил действительную военную службу. После окончания службы два года работал учителем истории в СШ № 6 Авдеевки, с 1987 преподавателем в вузах Донецка.
В 1990 году защитил кандидатскую диссертацию по истории «В. В. Берви-Флеровский в российском освободительном движении». В 1990—1991 был сопредседателем Интердвижения Донбасса. Позднее вступил в Партию труда.
В 2002 году Виталий Петрович Заблоцкий стал доктором философских наук, защитив в Институте философии НАН Украины диссертацию «Современный либерализм: социально-философский анализ». Имеет учёное звание профессора (2006). Является автором около 200 научных работ. Участник ряда международных образовательных проектов.
С 2005 по 2006 год — помощник-консультант народного депутата Украины. В 2006 был избран депутатом Верховной Рады Украины (5 созыв), член фракции Партии Регионов (до 2007).
С марта 2010 по декабрь 2012 года — снова народный депутат Украины от ПР.